# Liebe auf Texanisch
Liebe auf Texanisch ist ein Fernsehfilm aus dem Jahr 1988. Er wurde für den Sender Home Box Office produziert und zum ersten Mal am 20. Februar 1988 ausgestrahlt. Der Regisseur war Bobby Roth, in den Hauptrollen spielten Lesley Ann Warren und Carmen Argenziano.
Das Drehbuch schrieb Bobby Roth anhand eines Romans von Dan Jenkins aus dem Jahr 1983. Der Film spielt in den 1950er Jahren in einer Bar in Fort Worth in Texas. Die Barfrau Juanita Hutchins (Lesley Ann Warren) möchte Karriere als Sängerin machen. Sie verliebt sich mehrmals und wird stets enttäuscht, was ihre Pläne durchkreuzt.
Einige Country-Stars wie Emmylou Harris und Willie Nelson geben Cameo-Auftritte.

## Kritiken
Der Film bekam eher positive Kritiken. Leonard Maltin bezeichnete ihn in TV Movies and Video Guide als eine lebendige Adaptation des Romans.

## Auszeichnungen
Swoosie Kurtz wurde in der Kategorie Beste Nebenrolle für den Preis Golden Globe nominiert. Sie wurde ebenfalls – genauso wie Lesley Ann Warren – für den Preis The Annual National CableACE Award nominiert.